# 金斑花蛇鰻
金斑花蛇鰻，為輻鰭魚綱鰻鱺目糯鰻亞目蛇鰻科的其中一種，分布於西大西洋區，從美國佛羅里達州、巴哈馬群島至巴西海域，棲息深度可達15公尺，本魚體細長，體色黃色，具有棕褐色大小不一的斑點，體長可達110公分，棲息在珊瑚礁、岩礁區海域，為底棲性魚類，屬肉食性，夜晚在沙地及海草叢中捕食甲殼類，可作為觀賞魚。

## 擴展閱讀
維基物種上的相關：金斑花蛇鰻